# Хуан Барінага
Хуан Ігнасіо Барінага (ісп. Juan Ignacio Barinaga; нар. 10 жовтня 2000, Росаріо) — аргентинський футболіст, правий захисник клубу «Бока Хуніорс».

## Клубна кар'єра
Вихованець клубів «Ньюеллс Олд Бойз» та «Бельграно». 7 вересня 2019 року в матчі проти «Депортіво Морон» він дебютував у Прімера B Насьйональ у складі останнього. 5 грудня 2020 року в поєдинку проти « Індепендьєнте Рівадавія» Хуан забив свій перший гол за «Бельграно». 2023 року гравець допоміг клубу вийти в еліту. 12 березня у матчі проти «Лануса» він дебютував в аргентинській Прімері. За 6 сезонів у рідному клубі провів 115 матчів у всіх турнірах і забив 9 голів.
Влітку 2024 року перейшов до клубу «Бока Хуніорс».